# 캐스퍼 (영화)
《캐스퍼》(영어: Casper)은 1995년 공개된 미국의 영화이다.

## 출연

### 주연
- 크리스티나 리치
- 빌 풀만
- 캐시 모리어티
- 에릭 아이들
- 조 니포트

### 조연
- 브래드 거렛
- 가레트 라틀리프 헨슨
- 제시카 웨슨
- 에이미 브렌너먼
- 맬라치 피어슨
- 차운시 레오파디
- 스펜서 브루만
- 벤 스타인
- 돈 노벨로
- 프레드 로저스
- 테리 머피
- 어니스틴 머서

## 기타
- 원작자: 조셉 오리올로
- 원작자: 세이모어 레이트
- 공동제작: 제프 프랭클린
- 공동제작: 스티브 워터맨
- 미술: 레슬리 딜리
- 의상: 로잔나 노턴
- Ass-PD: 폴 디슨

## 한국어 더빙 성우진

### MBC (1999년 2월 13일)
- 이미자 - 캐스퍼 (맬라치 피어슨)
- 송도영 - 캣 (크리스티나 리치)
- 박조호 - 제임스 (빌 풀만)
- 이선주 - 캐리건 (캐시 모리어티)
- 이종혁 - 폴 (에릭 아이들)
- 이인성 - 스트레치 (조 니포트)
- 탁재인 - 빅 (가레트 라틀리프 헨슨)
- 박영희 - 엠버 (제시카 웨슨)
- 황일청
- 이진홍

### KBS (2003년 9월 10일)
- 박영남 - 캐스퍼 (맬라치 피어슨)
- 이경자 - 캐리건 (캐시 모리어티)
- 김정호 - 딥스 (에릭 아이들)
- 김환진 - 하비 (빌 풀만)
- 이선 - 캣 (크리스티나 리치)
- 탁원제 - 스트레치 (조 니포트)
- 이윤선 - 스팅키 (조 알라스키)
- 노민 - 팻소 (브래드 거렛)
- 김은아
- 서광재
- 이용순
- 유동균